# Landesjugendblasorchester Rheinland-Pfalz
Das Landesjugendblasorchester Rheinland-Pfalz (Eigenschreibweise LandesJugendBlasOrchester Rheinland-Pfalz) (LJBO RLP) ist ein Auswahlorchester in Trägerschaft des Landesmusikrates Rheinland-Pfalz. Es hat sich zur Aufgabe gemacht, vorwiegend zeitgenössische Originalliteratur für sinfonisches Blasorchester zu erarbeiten und in Konzerten im In- und Ausland der Öffentlichkeit zu präsentieren.

## Orchester
Zu zwei Arbeitsphasen jährlich sowie kleineren Projekten treffen sich etwa 65 Musiker aus allen Teilen des Bundeslandes. Mit Dozenten wird das jeweilige Konzertprogramm während der ersten Tage in Registerproben erarbeitet, dann erhält es durch den Dirigenten den musikalischen Feinschliff für die Konzerte.
Das Orchester besteht aus Musikern, die nicht älter als 25 Jahre sind. Sie werden in einem zwei Mal jährlich stattfindenden Vorspiel in der Hochschule für Musik Mainz ausgewählt. Eine mindestens dreijährige Orchestererfahrung wird angeraten, um das Vorspielen zu bestehen und in der Lage zu sein, Werke der Kategorie 5 für Blasorchester zu beherrschen.

## Organisation
Das Landesjugendblasorchester Rheinland-Pfalz ist eine Fördermaßnahme des Ministeriums für Bildung, Wissenschaft, Weiterbildung und Kultur. Seit 2005 erfährt es außerdem eine Förderung aus den Zweckerträgen der Glücksspirale von Lotto Rheinland-Pfalz.
Die Organisation des Orchesters setzt sich aus einem Projektbeirat des Landesmusikrats, dem organisatorischen Leiter und dem Orchestervorstand, der aus ehrenamtlichen Mitgliedern des Orchesters besteht, zusammen. In Kooperation mit dem künstlerischen Leiter werden die Arbeitsphasen und Konzerte geplant und organisiert.

## Geschichte
Der ehemalige Landesmusikdirektor des Landesmusikverbandes Rheinland-Pfalz, Hans-Albert Schwarz, gründete das Landesjugendblasorchester Rheinland-Pfalz im Jahr 1991. Er bekleidete sowohl das Amt des organisatorischen als auch des künstlerischen Leiters. Das Bestreben, die zu dieser Zeit noch relativ unbekannte musikalische Gattung der sinfonischen Blasmusik nicht nur jungen Musikern, sondern auch einem breiten Publikum zugänglich zu machen, führte nach einem „Sommerkurs für sinfonisches Blasorchester“ zur Gründung des Landesjugendblasorchesters Rheinland-Pfalz.
Der erste offizielle Auftritt fand anlässlich der Eröffnungsfeier des Landesmusikfestes 1991 in Wittlich statt. Seit dieser Zeit verzeichnete das Orchester einen Aufschwung beim Niveau der Konzertprogramme sowie bei der Anzahl der Orchestermitglieder und Konzertbesucher. 1993 unternahm das Orchester seine erste Auslandstournee nach Schottland, wo es unter anderem in Glasgow und Edinburgh konzertierte.
Nach dem plötzlichen Tod von Hans-Albert Schwarz im Jahr 1997 konnte der japanische Dirigent Kunihiro Ochi gewonnen werden, der es verstand, die Qualität des Orchesters weiter zu steigern. Entsprechende Aufnahmen für Rundfunk und Fernsehen und 24 CD-Einspielungen dokumentieren diese Entwicklung. Höhepunkt und zentrales Projekt im Jahr 2001 war die Konzertreise zum „Summer Band Festival“ auf der Insel Jeju in Südkorea.
Im Jahr 2002 wurde eine umfassende Umgestaltung der Organisationsstruktur vorgenommen, um optimale Rahmenbedingungen für die musikalische Arbeit des Orchesters zu gewährleisten: Der Landesmusikrat stellte dem Orchester Günter Jacoby zur Seite. Seit Beginn des Jahres 2005 wird das Orchester vom stellvertretenden Geschäftsführer des Landesmusikrates, Walter Schumacher-Löffler, als organisatorischem Leiter betreut. Damit ist eine direkte Verbindung zum LMR und den zuständigen Ministerien gewährleistet.
Im Jahr 2013 verließ Kunihiro Ochi das Orchester, um sich neuen Aufgaben zu widmen. Als neuer künstlerischer Leiter für 2014 wurde Stefan Barth gewonnen. Stefan Grefig, 2014 zum Dirigent des Landespolizeiorchesters Rheinland-Pfalz berufen, konnte für das Jahr 2015 als musikalischer Leiter gewonnen werden. Er wurde durch einen Präsidiumsbeschluss des Landesmusikrates im Herbst 2015 zum neuen Chefdirigent des Landesjugendblasorchester Rheinland-Pfalz ernannt.

### Gastdirigenten
In regelmäßigen Abständen wird das Orchester von Gastdirigenten geleitet. Dies waren unter anderem:
- Jochen Lorenz (Sommer 2007)
- Felix Hauswirth (Sommer 2009)
- Hermann Bäumer (Ostern 2012)
- Johann Mösenbichler (Ostern 2013)
- Bernd Gaudera (Ostern 2016)

## Förderverein
Während der Osterarbeitsphase 2016 in Annweiler am Trifels wurde durch Mitglieder des Orchesters ein Förderverein gegründet, der die Aufgabe hat, das Landesjugendblasorchester Rheinland-Pfalz durch finanzielle oder sachliche Mittel in dessen Arbeit zu unterstützen.